# Cristispira
Cristispira ist eine Gattung gramnegativer Bakterien. Die Zellen werden mit 30 bis 180 Mikrometer Länge sehr groß und sind mit 3 – 10 Umläufen spiralig gewunden. Anhand dieser Zellmorphologie wird die Gattung in die Familie der Spirochaetaceae eingeordnet.

## Lebensweise
Es ist nur eine Art, Cristispira pectinis bekannt. Sie kommt als Symbiont oder Kommensale im Kristallstiel (auch Kristallstylus) aquatisch lebender Mollusken vor, hauptsächlich in Muscheln (z. B. Austern). Cristispira ist unter Laborbedingungen einige Monate überlebensfähig, kann aber noch nicht erfolgreich kultiviert werden. Die Zellen sind offensichtlich auf den Wirt angewiesen (obligat symbiotisch). Cristispira findet man sowohl in Süß- als auch in Meerwassermollusken.

## Geschichte
Cristispira wurde zuerst von Certes im Jahr 1882 beschrieben, damals zu den Eukaryonten gestellt und als Trypanosoma balbiani bezeichnet. Im Jahre 1910 gab Gross ihr den heute noch gültigen Namen Cristispira. Zu diesem Zeitpunkt wurde allerdings noch von einem Mehrzeller ausgegangen. 1921 stellte Noguchi Cristispira schließlich als Bakterium zu den Spirochaeten.

## Wirte
Es folgt eine unvollständige Auswahl von marinen Muscheln die als Wirte dienen:
- Arten der Venusmuscheln (Veneridae):
  - Protothaca staminea
  - Protothaca tenerrima
  - Saxidomus nuttalli
  - Tivela stultorum
  - Venerupis japonica
  - Venus verrucosa
- Arten der Miesmuscheln (Mytilus)
  - Mytilus edulis
- Arten der Austern (Ostreidae)
  - Ostrea lurida
  - Ostrea edulis (Europäische Auster)
- Arten der Steckmuscheln (Pinna)
  - Pinna nobilis
  - Pinna squamosa
- Arten der Feilenmuscheln (Lima)
  - Lima hians
  - Lima inflata